# Mokra Przełęcz (Karkonosze)
Mokra Przełęcz – obniżenie w głównym grzbiecie Karkonoszy na wysokości 1290 m n.p.m. między skałami Trzy Świnki znajdującymi się na zachodnim zboczu Szrenicy a szczytem Twarożnik. 

## Szlaki turystyczne
- Droga Przyjaźni Polsko-Czeskiej: Szklarska Poręba – Szrenica – 'Mokra Przełęcz – Przełęcz Karkonoska
- Jakuszyce – Hala Szrenicka – Mokra Przełęcz i dalej jako Ścieżka nad Reglami dołem Śnieżnych Kotłów i Czarnego Kotła Jagniątkowskiego na Przełęcz Karkonoską[2]